# Actiu, passiu i versàtil

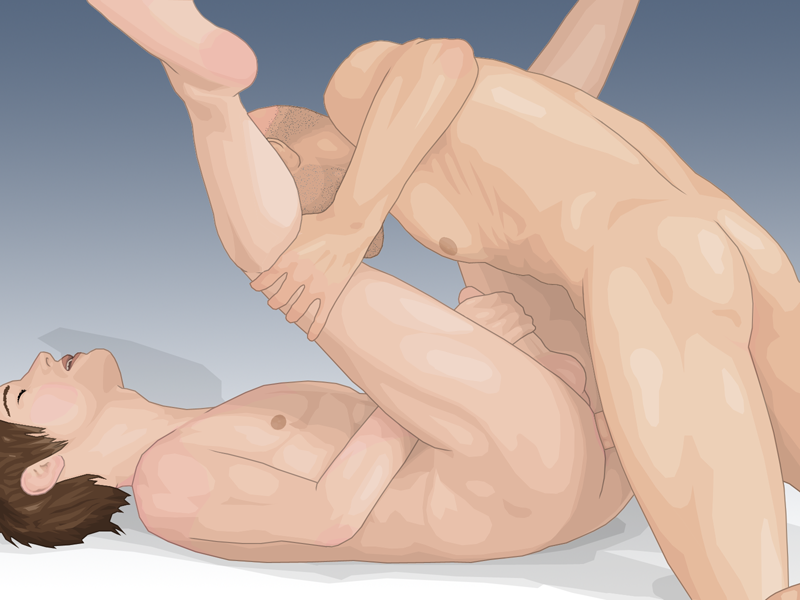
L'home de la dreta és l'"actiu" i l'home de l'esquerra és el "passiu".

En la sexualitat humana, l'actiu, el passiu i el versàtil són les posicions o rols sexuals durant l'activitat sexual, especialment entre dos homes. Un actiu és normalment una persona que penetra, un passiu és normalment un que rep la penetració, i algú que és versàtil s'involucra en un o tots dos rols. Aquests termes poden ser elements de la identitat pròpia que indiquen les preferències i hàbits habituals d'un individu, però també poden descriure identitats sexuals i rols socials més amplis.

## Actiu

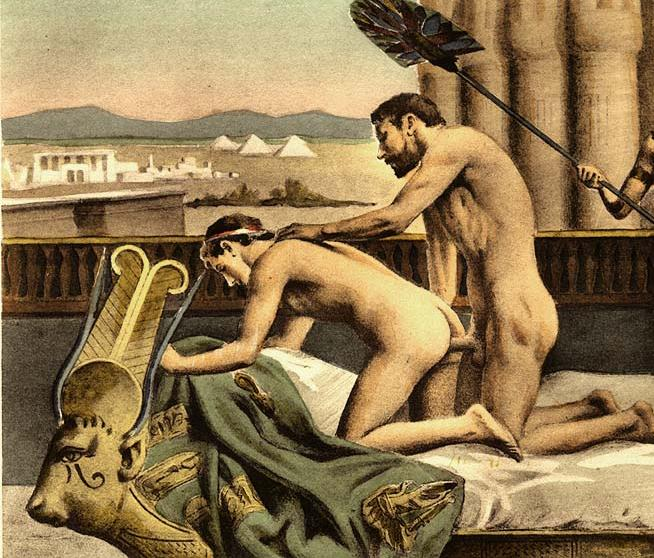
Pintura erotica del mostrant a Hadrià com a "actiu" amb Antínous per Paul Avril

Un actiu sol ser una persona que fa la funció de penetració durant l'activitat sexual; en el cas dels homes que tenen relacions sexuals amb homes (HSM), això sol implicar "la penetració utilitzant el penis durant el sexe anal o oral". L'actiu també pot descriure una identitat personal més àmplia que impliqui el domini en una relació romàntica o sexual; no obstant això, aquesta estipulació no és un element necessari per a ser un actiu.
Existeixen diversos termes relacionats. Respecte a la sexualitat masculina gai, un superior total és aquell que assumeix un paper exclusivament penetrant per al sexe. Un actiu versàtil és aquell que prefereix fer d'actiu però, a vegades, també fa de passiu.
Trevor Hart dels Centres per Control de Malaltia i Prevenció (CDC) va descobrir que s'autoidentifiquen com "actius" tenien més probabilitats d'actuar com a parella de penetració en altres activitats sexuals (a més del coit anal), incloent el sexe oral i el joc de joguines sexuals.

## Passiu
El passiu sol ser el company receptiu durant la penetració sexual. Això es refereix sovint als HSH que són penetrats per l'anus durant el sexe anal. Ser passiu també pot descriure un context social més ampli de submissió dins d'una relació romàntica o sexual, encara que aquest element no s'aplica a totes les persones que prefereixen usar aquest terme per a referir-se a les relacions sexuals.
El versàtil passiu és aquell que prefereix fer el rol de passiu però que ocasionalment també gaudeix el d'actiu.

## Versàtil
Versàtil es refereix a una persona que gaudeix tant fent d'actiu com de passiu, o sent dominant i submís, i pot alternar entre tots dos en situacions sexuals. El terme flip-flop se sol descriure comunament al canvi d'actiu a passiu durant un acte sexual entre dos homes. Cada participant penetra a l'altre i és penetrat al seu torn.

La versatilitat és un concepte d'estil de vida. La versatilitat, no obstant això, no es limita als simples actes de penetració anal, oral o vaginal, sinó que també inclou la divisió dels deures i responsabilitats en la relació.
| « | L'escenari recíproc, en el qual tots dos homes s'alternen per a agafar-se l'un a l'altre, s'exerceix sovint com una celebració de la igualtat. El que diferencia aquest escenari dels altres és la versatilitat dels homes involucrats. La versatilitat és una característica única i important del sexe anal masculí. Alguns homes ho consideren alliberador;... La versatilitat per a ells és similar a parlar dos idiomes diferents. Requereix un tipus especial de joc, creativitat, curiositat i coordinació. | » |
| — Steven G. Underwood, Gay Men and anal eroticism: tops, bottoms, and versatiles, Harrington Park Press 2003 | |   |

Segons alguns, viure un estil de vida versàtil implica una certa obertura al nou i una oposició a les etiquetes, estereotips i generalitzacions. Per tant, aquest concepte difereix de les relacions heterosexuals en les quals la compatibilitat sexual no comença amb l'endevinació de qui acabarà com a actiu o passiu.
En les autodescripcions dels homes que busquen sexe amb altres homes, poden referir-se a si mateixos com un versàtil actiu o versàtil passiu entre d'altres.

## Predomini
S'ha realitzat molt pocs estudis científics extensos per a determinar fermament quin percentatge de la població masculina gai i bisexual prefereix un paper determinat. Un recompte de 55.464 perfils en gay.com dels Estats Units va mostrar que el 26,46% preferia el rol d'actiu, mentre que el 31,92% preferia el de passiu, i el grup més gran (41,62%) preferia el de versàtil. No obstant això, les preferències semblaven variar segons l'estat. A Wyoming, per exemple, el 16% va preferir la posició d'actiu, el 44% la de passiu i el 40% la de versàtil. A Virgínia de l'Oest, els actius van superar als passius per un estret marge (32% actius, 29% passius i 39% versàtils). A Oregon, els perfils "versàtils" eren gairebé la meitat (48,42%).
Un estudi de l'Institut Sexològic Murcià (Isemu) amb una mostra de 144 homes i dones LGBT de Múrcia (Espanya) conclou que la versatilitat és majoritària entre els homosexuals arribant al 62'3%. En altre estudi de 2018 realitzat a França amb una mostra de 848, es va preguntar als homes que haguessin tingut relacions sexuals amb homes sobre quin era el seu rol sexual. Els versàtils predominaven respecte a la resta de rols sexuals amb el 29% (el 19% declararen que només havien fet de passiu, el 19% de versàtils passius, el 17% de versàtils actius i el 16% només d'actius).
Un estudi austríac de 2009 sobre la pornografia gai ha demostrat que almenys el 82,4% de tots els homes que actuen en la indústria de la pornografia masculina han estat versàtils en algun moment de la seva carrera. En aquest estudi, es van considerar les actuacions de 5.556 actors. El 10,8% va actuar només en el rol d'actiu, i el 6,8% només com a passius. L'estudi també va trobar que l'actor amb el penis més gran era més probable que actués com a actiu.